# 宇宙塵 (同人誌)
『宇宙塵』（うちゅうじん）は、1957年から2013年まで発行されていた、日本最古のSF同人誌。
SF作家・翻訳家である柴野拓美（筆名・小隅黎）が主宰する「科学創作クラブ」（日本空飛ぶ円盤研究会に参加していた有志により結成。現在ではこの団体名も、同人誌名と同じ「宇宙塵」に変更されている）が発行し、SFの創作、翻訳、評論などを掲載している。1957年5月に初め謄写版印刷で刊行され、以来、星新一、小松左京、筒井康隆、光瀬龍、梶尾真治、堀晃、田中光二、清水義範、夢枕獏、山田正紀ら、後に日本を代表することになるSF作家たちの作品発表の場となった。
創刊時は、日本空飛ぶ円盤研究会から星新一、斎藤守弘、光波耀子などが参加。それ以外の初期メンバーとしてのちに“長老”として知られる今日泊亜蘭の他、日本人のSFファン活動者一号で筆頭同人だった矢野徹、瀬川昌男、草下英明、石川英輔、宮崎惇、光瀬龍、安盛岩雄、伊藤典夫、浅倉久志らがいた。
1973年には発行頻度がそれまでの月刊から年数回になったが、2007年には通巻200号に達した。
また、1962年5月に開催された第1回日本SF大会（MEG-CONという愛称で呼ばれる）は、「宇宙塵」創刊5周年（及びSFマガジン同好会創設）を祝う趣旨のものだった。この年にはセルフパロディ同人誌「宇宙鹿」も発行されている。パロディ同人誌はのちに「宇宙塵紙」（1976年）、「宇宙馬鹿」（1990年）と全3号が刊行された。
同人誌ではあるが出版界からも高く評価されており、掲載された秀作を選りすぐった選集が3度刊行されている。
1977年：講談社『日本SF・原点への招待 「宇宙塵」傑作選』（全3巻）20周年記念。日本SF作家クラブが「宇宙塵二十周年を祝う会（コスミコン'77）」を開催し、アメリカからフォレスト・J・アッカーマンが招かれた。
1982年：「宇宙塵二十五周年記念大会（YOITOCON'82）」開催。1982年、「宇宙塵」が星雲賞特別賞を受賞。
1987年：河出書房新社（河出文庫）『新「宇宙塵」SF傑作選』（全2巻、『破局のおすすめ』『無限のささやき』）30周年記念。
1997年：出版芸術社『宇宙塵傑作選』(全2巻）40周年記念。また、その歩みをつづった『塵も積もれば―宇宙塵40年史』も出版芸術社から刊行された（同書は2006年末に宇宙塵を発行元として大幅な増補・改訂版が刊行）。
2010年の柴野拓美の死去をうけ、2013年、204号（最終号）が「柴野拓美　追悼」として刊行。同号には柴野拓美の妻である柴野幸子へのインタビューが掲載された。

## 掲載された著名作家
日本SF第一世代（1965年までにプロデビュー）
星新一、矢野徹、今日泊亜蘭、小松左京、筒井康隆、光瀬龍、宮崎惇（つとむ）、森優、石川英輔、小野耕世、眉村卓、平井和正、豊田有恒、斉藤伯好、加納一朗、伊藤典夫、高斎正、石原藤夫、広瀬正
日本SF第二世代以降
梶尾真治、堀晃、田中光二、清水義範、山田正紀、夢枕獏、斉藤英一朗、梅原克文

## 参考資料
- 「日本SFと歩んだ半世紀 ◇同人誌「宇宙塵」の編集者、柴野さんしのび最終号◇」牧眞司 日本経済新聞2013年9月16日32面（文化）